# Mauro Numa
Mauro Numa (Venezia, 18 novembre 1961) è uno schermidore italiano, specializzato nel fioretto.

## Esordi
Mauro Numa intraprese l'attività schermistica giovanissimo, nel 1968, presso il Circolo Scherma Mestre sotto la guida del maestro Livio Di Rosa. Dai racconti familiari sappiamo che furono i vicini di casa, a convincere i genitori ad iscrivere il bambino Mauro alla palestra di scherma. I dirimpettai pensavano "così di sfogherà e smetterà di fare tutto quel baccano nel cortile condominiale". Da allora il futuro campione si è divertito a giocare tutti i giorni in palestra di scherma. All'età di quindici anni vinse il suo primo titolo italiano, nella categoria Allievi. L'anno seguente si ripeté in categoria Giovanetti, aggiudicandosi con la squadra di Mestre anche il titolo italiano assoluto. Notato a livello nazionale, vinse il primo titolo mondiale nel 1978 a Madrid, nella categoria Giovani. Nello stesso anno vince la sua prima gara di coppa del mondo assoluta a Parigi nel celebre trofeo Rommel.
Nel 1977 il sedicenne Numa entrò in nazionale maggiore. Vince il suo primo campionato italiano assoluto individuale nel 1979 non ancora diciottenne. Nel frattempo proseguì l'attività nelle nazionali giovanili, conquistando il terzo posto ai mondiali di categoria di Southbend.
Nel decennio successivo raggiunse l'apice della carriera. Nel 1980 si aggiudicò la medaglia di bronzo ai mondiali giovanili di Venezia, ma non prese parte alle Olimpiadi di Mosca a causa del boicottaggio dei paesi occidentali (l'Italia partecipò ai giochi, ma solo con atleti non militari, e Numa era entrato appunto nel Centro Sportivo Carabinieri).
Nel 1981 conquistò sia il campionato italiano under 20, sia gli assoluti, oltre al secondo titolo mondiale nella categoria Giovani a Losanna.
L'anno seguente Numa disputò i campionati mondiali assoluti, ospitati a Roma, e si piazzò al secondo posto, battuto dal campione sovietico Aleksandr Roman'kov; l'"impresa" dell'italiano restò tuttavia adombrata dal drammatico incidente che costò la vita al campione uscente Vladimir Smirnov, campione olimpio in carica, durante l'incontro con il tedesco Mathias Behr nella prova a squadre. Per Numa il 1982 fu comunque un anno prodigo di successi, con la vittoria agli europei di Mödling e la conquista della classifica a punti di Coppa del Mondo di scherma di fioretto.
Nel 1983, mentre incombevano le Olimpiadi, il campione mestrino ottenne la medaglia d'oro alle Universiadi di Edmonton e ai Giochi del Mediterraneo, quindi la Coppa del Mondo di specialità.

## I due successi olimpici (1984)
Nel 1984 il giovane Mauro Numa si era già formato una notevole esperienza e, grazie ai successi dell'ultimo quadriennio, si presentava da favorito ai Giochi olimpici di Los Angeles; mancava, per altro verso, il fuoriclasse Roman'kov, a causa del controboicottaggio sovietico delle Olimpiadi statunitensi.
Superato il primo girone senza sconfitte, venne battuto al secondo turno dal belga Stefan Joos, ma recuperò vincendo i tre assalti successivi. Chiuse la poule dei quarti di finale con tre vittorie e due sconfitte (queste ultime inflitte dall'israeliano Itzhak Hatuel e dal connazionale Stefano Cerioni). Nell'eliminazione diretta si vendicò di Hatuel (10-2) e con la vittoria 10-6 sul tedesco Matthias Gey raggiunse la finale a 8. Qui sconfisse, nell'ordine, il francese Philippe Omnès (10-8) e Cerioni (11-9), trovando in finalissima Matthias Behr, per un assalto molto teso, deciso all'ultimo minuto con il tedesco avanti di quattro stoccate. Numa riuscì a riequilibrare il risultato accedendo ai supplementari e aggiudicandosi infine l'incontro per 12-11.
Tre giorni dopo arriva la vittoria nel torneo a squadre (assieme ai compagni di club Andrea Cipressa e Andrea Borella, a Stefano Cerioni, e al livornese Angelo Scuri). La nazionale azzurra, dopo aver agevolmente superato Egitto e Stati Uniti nel girone eliminatorio (con Numa a riposo in entrambi i match), supera nei quarti la Gran Bretagna 9-2 (3 vittorie per Numa). Nella dura sfida di semifinale contro la Francia, Numa è autore di 2 vittorie nei 4 assalti disputati, e l'Italia vince per 9-7 grazie, soprattutto, alle 4 vittorie del livornese Scuri. La finale vede la squadra italiana prevalere di stretta misura (8-7) sulla Germania Ovest, con la squadra trascinata dalla grande prestazione di Numa che oltre a vincere tutti e 4 gli incontri, con un parziale complessivo di 20 stoccate a 5 garantisce all'Italia la vittoria matematica senza la disputa dell'ultimo match.

## I successi iridati (1985-1987)
Alle Olimpiadi seguirono le vittorie in campionato del mondo, dove Numa tornò a confrontarsi anche con gli atleti del blocco orientale. Qualora ci fossero stati dubbi, sul valore assoluto di questo giovane fiorettista, per l'assenza dei russi alle Olimpiadi di Los Angeles,  vennero spazzati via dal successo del mondiale successivo. A Barcellona 1985, l'atleta italiano conquistò il titolo individuale battendo in finale il concittadino Andrea Cipressa, contribuendo anche al successo della rappresentativa nazionale nella gara a squadre. Lo stesso anno ottenne anche la terza vittoria in carriera nella classifica di Coppa del Mondo. Probabilmente con questo biennio d'oro il mestrino si è mostrato come il più brillante fiorettista degli anni ottanta.
Seguiranno, a Sofia 1986, il podio individuale (medaglia di bronzo) e una nuova affermazione nel fioretto a squadre.

## Da Seul 1988 a Barcellona 1992
Alle Olimpiadi di Seul l'atleta mestrino non riuscì a ripetere il successo di quattro anni prima. Chiuso il girone di qualificazione con quattro vittorie e una sconfitta, Numa superò il secondo turno (tre vittorie e due sconfitte) e la poule di semifinale (tre vittorie e una sconfitta). Nel primo turno a eliminazione diretta batté il giapponese Koji Emura (10-6) e, nell'assalto per i quarti di finale, il sempre forte Roman'kov (10-7). A norma del regolamento, che prevedeva ripescaggi di atleti battuti nel tabellone principale, Numa e Roman'kov si ritrovarono nuovamente di fronte per l'assalto che valeva l'accesso alla zona medaglie; in questo caso, tuttavia, l'esito fu favorevole al sovietico (11-9). L'italiano si piazzò al sesto posto. Nella gara a squadre, la nazionale italiana (campione uscente) venne invece eliminata ai quarti di finale dalla Polonia (9-7), e chiuse in settima posizione, sconfitta nello spareggio per il quinto posto dalla Germania occidentale.
Nel 1989 ai Mondiali di Denver Mauro Numa ottenne un altro bronzo individuale, mentre nella gara a squadre la nazionale azzurra si piazzò al 4º posto sconfitta nella finalina dalla Francia. Sempre nel 1989 giunse anche il secondo titolo alle Universiadi, questa volta a Duisburg.
Nel 1990 ai Mondiali di Lione Numa conquistò con la squadra italiana il suo ultimo titolo mondiale assoluto, assieme a Andrea Borella, Federico Cervi, Andrea Cipressa e Alessandro Puccini batté nella finale per l'oro la nazionale polacca. Nella gara individuale venne sconfitto nell'assalto di ripescaggio prima dei quarti di finale.
Nel 1991 partecipò al Mondiali di Budapest alla sua ultima rassegna iridata. Nella gara a individuale chiuse con il 30º posto, mentre con la squadra giunse al 5º posto. Con la vittoria ai Giochi del Mediterraneo conquistò la sua ultima medaglia con la nazionale assoluta.
A loro volta, le terze Olimpiadi consecutive (Barcellona 1992) non dispensarono nuovi successi né nella gara individuale né in quella a squadre. La prima, iniziata con quattro vittorie e una sconfitta al girone eliminatorio, proseguì con la vittoria sullo spagnolo Andrés García e sul russo Dmitrij Ševčenko. Nell'assalto per accedere ai quarti di finale dal tabellone principale arrivò tuttavia la sconfitta da parte dell'austriaco Joachim Wendt, già vittorioso su Numa nel girone del primo turno; nel tabellone del ripescaggio venne l'eliminazione definitiva per mano del tedesco Udo Wagner. La squadra italiana di fioretto, invece, chiuderà le Olimpiadi al sesto posto, eliminata dalla Polonia per differenza stoccate; Numa, comunque, avrebbe tirato solo i primi due assalti contro la nazionale cinese.

## Carriera dirigenziale e magistrale
Chiusa l'attività agonistica, della quale vanno ricordati anche i due successi nella Coppa Città di Venezia (1983 e 1988), nonché la vittoria in Coppa Europa per club ottenuta nel 1981 con il Centro Sportivo Carabinieri, Mauro Numa intraprese la carriera da dirigente sportivo, e nel 1994 venne eletto vicepresidente del consiglio federale della FIS. 
Nel 2017 ha fondato l’Antoniana Scherma con sede a San Giorgio delle Pertiche (Pd) dove ricopre la carica di presidente e di Maestro. È stato tecnico dello staff della Nazionale Under 20 di fioretto.
Amatorialmente continua anche l'attività di schermidore, cimentandosi nella specialità della sciabola nel circuito Master (riservato agli atleti che hanno compiuto 24 anni) dove ha vinto anche un titolo europeo individuale nella sciabola nel 2015.
Allena Martina Favaretto, giovane fiorettista giunta all' Argento Olimpico a squadre a Parigi 2024

## Palmarès
In carriera ha ottenuto i seguenti risultati:
Giochi olimpici
Individuale
- Oro nel fioretto a Los Angeles 1984

A squadre
- Oro nel fioretto a Los Angeles 1984

Mondiali
Individuale
- Oro nel fioretto a Barcellona 1985
- Argento nel fioretto a Roma 1982
- Bronzo nel fioretto a Sofia 1986
- Bronzo nel fioretto a Denver 1989

A squadre
- Oro nel fioretto a Barcellona 1985
- Oro nel fioretto a Sofia 1986
- Oro nel fioretto a Lione 1990
- Argento nel fioretto a Melbourne 1979
- Argento nel fioretto a Clermont-Ferrand 1981
- Bronzo nel fioretto a Roma 1982

 Mondiali militari 
Individuale
- Oro nel fioretto a Brest 1986
- Oro nel fioretto a Arnhem 1987

A squadre
- Oro nel fioretto a Brest 1986
- Argento nel fioretto a Arnhem 1987
- Bronzo nel fioretto ad Berna 1990

Europei
Individuale
- Oro nel fioretto a Mödling 1982

A squadre
+ -
 Giochi del Mediterraneo 
Individuale
- Oro nel fioretto a Casablanca 1983
- Oro nel fioretto ad Atene 1991

 Universiadi 
Individuale
- Oro nel fioretto a Edmonton 1983
- Oro nel fioretto a Duisburg 1989

A squadre
- Oro nel fioretto a Bucarest 1981
- Oro nel fioretto a Edmonton 1983
- Bronzo nel fioretto a Kōbe 1985
- Bronzo nel fioretto a Duisburg 1989

 Coppa del Mondo 
Individuale
- nella classifica generale del fioretto 1981-82
- nella classifica generale del fioretto 1982-83
- nella classifica generale del fioretto 1984-85

Campionati Italiani
Individuale
- Oro nel fioretto a Livorno 1979
- Oro nel fioretto a Foggia 1981
- Oro nel fioretto a Torino 1983
- Oro nel fioretto nel 1984
- Oro nel fioretto nel 1985
- Oro nel fioretto a Genova 1987
- Oro nel fioretto nel 1989

A squadre
- Oro nel fioretto a Salerno 1978
- Oro nel fioretto a Napoli 1980
- Oro nel fioretto a Foggia 1981
- Oro nel fioretto nel 1982
- Oro nel fioretto a Torino 1983
- Oro nel fioretto nel 1984
- Oro nel fioretto a Foggia 1992
- Argento nel fioretto nel 1986
- Argento nel fioretto a Mazara Del Vallo 1991

Altri risultati
Mondiali giovani
Individuale
- Oro nel fioretto a Madrid 1978
- Oro nel fioretto a Losanna 1981
- Bronzo nel fioretto a South Bend 1979
- Bronzo nel fioretto a Venezia 1980

A squadre
Campionati italiani giovani
 Oro nel fioretto individuale nel 1981
Gran Premio Giovanissimi
 Oro nel fioretto individuale nel 1976, categoria "Allievi".

## Riconoscimenti
- Nel maggio 2015, una targa a lui dedicata fu inserita nella Walk of Fame dello sport italiano a Roma, riservata agli ex-atleti italiani che si sono distinti in campo internazionale.[5][6]

È altresì inserito nella Walk of Fame della Federazione Internazionale Scherma tra i migliori schermidori di tutti i tempi.